# Trắc nghiệm khách quan
Trắc nghiệm khách quan (tiếng Anh: Objective test) là một phương tiện kiểm tra, đánh giá về kiến thức hoặc để thu thập thông tin.